# Calophyllum laticostatum
Calophyllum laticostatum är en tvåhjärtbladig växtart som beskrevs av P.F Stevens. Calophyllum laticostatum ingår i släktet Calophyllum och familjen Calophyllaceae. Inga underarter finns listade i Catalogue of Life.